# İzniška keramika
Izniška keramika' ali İznik Çini, poimenovana po mestecu İznik v zahodni Anatoliji, kjer so jo izdelovali, je okrašena keramika, ki so jo izdelovali od zadnje četrtine 15. stoletja do konca 17. stoletja.
İznik je bil uveljavljeno središče za proizvodnjo preproste lončene posode s podglaziranim dekorjem, ko so v zadnji četrtini 15. stoletja obrtniki v mestu začeli izdelovati visokokakovostno lončenino, pobarvano s kobaltno modro barvo pod brezbarvno prozorno svinčeno glazuro. Oblikovanja so kombinirala tradicionalne osmanske vzorce arabesk s kitajskimi elementi. Sprememba je bila skoraj zagotovo posledica aktivnega posredovanja in pokroviteljstva nedavno ustanovljenega osmanskega dvora v Konstantinoplu (sodobni Carigrad), ki je zelo cenil kitajski modro-bel porcelan.
V 16. stoletju se je slog dekoracije keramike postopoma spreminjal, postajal je ohlapnejši in bolj tekoč. Uvedene so bile dodatne barve. Prvotno je bila turkizna barva kombinirana s temnim odtenkom kobaltove modre, nato pa so ji dodali pastelne odtenke žajbljevo zelene in bledo vijolične. Od sredine stoletja so lončarji v Izniku proizvajali velike količine podglaziranih ploščic za okrasitev cesarskih zgradb, ki jih je zasnoval arhitekt Mimar Sinan. Izdelava ploščic je bila povezana z uvedbo zelo značilne rdeče barve, ki je nadomestila vijolično in svetlo smaragdno zeleno, ter nadomestila žajbljevo zeleno. Od zadnjega desetletja stoletja se je kakovost močno poslabšala. Čeprav se je proizvodnja nadaljevala v 17. stoletju, so bili dizajni slabi. Zadnja pomembna stavba, ki so jo okrasili z izniškimi ploščicami, je bila mošeja sultana Ahmeda (Modra mošeja) v Carigradu, ki je bila dokončana leta 1616.
Keramična zbirka v palači Topkapi vključuje več kot deset tisoč kosov kitajskega porcelana, skoraj nič pa Izniške keramike. Večina ohranjenih posod iz Izniak je v muzejih zunaj Turčije, vendar primeri ploščic obstajajo tudi v številnih mestih po Turčiji, kot so Carigrad, Bursa, Edirne in Adana. V Carigradu je primere izniške ploščica mogoče opaziti v mošejah, grobnicah, knjižnicah in palačah, kot so mošeja Rüstem-paše, mošeja Mehmet-paše Sokoloviča, grobnica Selima II. v kompleksu Hagija Sofija in nekatere stavbe kompleksa palače Topkapı, kot sta soba Obrezovanja in Bagdadski kiosk.

## Vloga kitajskega porcelana
Po ustanovitvi Osmanskega cesarstva v zgodnjem 14. stoletju je Izniška keramika sprva sledila predhodni Seldžuškega cesarstva.
Po tem začetnem obdobju so posode v Izniku izdelovali v imitaciji kitajskega porcelana, ki so ga osmanski sultani zelo cenili. Ker lončarji niso znali narediti porcelana, so bile izdelane posode obdelane z žganjem pri nizki temperaturi in glazuro, ki je vsebovala predvsem kremen in steklo.
Izvirnost lončarjev je bila taka, da je bila njihova uporaba kitajskih izvirnikov opisana kot prilagoditev in ne posnemanje. Kitajsko keramiko so že dolgo občudovali, zbirali in posnemali v islamskem svetu. To je še posebej veljalo na osmanskem dvoru in dvoru Safavidov v Perziji, ki je imel pomembne zbirke kitajskega modro-belega porcelana. Takšni kitajski porcelani so vplivali na slog safavidskega lončarstva in močno vplivali na razvoj Izniških izdelkov. Do sredine 16. stoletja je imel Iznik svoj besednjak cvetnih in abstraktnih motivov v modelih z omejeno paleto. Dekoracija je napredovala od čiste simetrije do subtilnih ritmov.

## Poreklo izniške keramike
Od druge polovice 19. stoletja do 1930-ih so bili evropski zbiralci zmedeni nad različnimi slogi Izniške keramike in domnevali, da izvirajo iz različnih centrov za proizvodnjo. Čeprav zdaj velja, da je bila vsa lončarska produkcija v Izniku (ali Kütahya, glej spodaj), se še vedno pogosto uporabljajo zgodnejša imena, povezana z različnimi slogi. V 19. stoletju do 1860-ih je bila vsa islamska keramika običajno znana kot 'perzijska posoda'. Vendar pa je med letoma 1865 in 1872 Musée de Cluny v Parizu pridobil zbirko barvne svetleče keramike z zasnovo, ki je vsebovala svetlo rdečo barvo. Ker so bili vsi predmeti v zbirki pridobljeni na otoku Rodosu se je domnevalo, da je bila lončenina izdelana na otoku, je bil za ta slog sprejet izraz rodoška posoda. Evropski zbiralci so kupili tudi številne kose, okrašene v modri, turkizni, žajbljevo zeleni in bledo vijolični barvi, ki naj bi izvirali iz mesta Damask v Siriji in so postali znani kot 'damaščanska'. Modro-bela lončena posoda je postala znana kot 'posoda Abraham kutahia', saj je bila dekoracija podobna kot na majhnem vrču, ki je bil nekoč del zbirke Fredericka Du Canea Godmana in je zdaj v Britanskem muzeju. Vrč ima v armenski pisavi pod glazuro na dnu napis, da je posoda »v spomin na Abrahama, božjega služabnika, K'ot'ay [Kütahya]. V tem letu 959 [1510 n. pt.]« . V letih 1905–1907 so med gradnjo nove pošte v carigrajskem okrožju Sirkeci blizu obale Zlatega roga odkopali lončeno posodo, ki je bila okrašena s spiralnimi vzorci na belem ozadju. Posledično je keramika s podobnimi spiralnimi vzorci postala znana kot 'posoda zlatega roga'.
Šele v 1930-ih so umetnostni zgodovinarji dokončno spoznali, da so različni slogi keramike verjetno vsi nastali v Izniku. Leta 1957 je Arthur Lane, skrbnik keramike v muzeju Victoria in Albert, objavil vpliven članek, v katerem je pregledal zgodovino lončarstva v regiji in predlagal vrsto datumov. Predlagal je, da so izdelki 'Abraham Kütahije izdelovali od leta 1490 do okoli leta 1525, posodo iz Damaska in Zlati rog od leta 1525 do leta 1555, rodoško pa približno od leta 1555 do propada izniškega lončarstva v začeteku 18. stoletja. Ta kronologija je splošno sprejeta.

### Cesarske delavnice v Konstantinoplu
V prvi polovici 16. stoletja so tudi v Carigradu izdelovali poslikano modro-belo podlazirano keramiko. V ohranjeni knjigi računov za leto 1526, v kateri so zajete plače, izplačane obrtnikom, zaposlenim na osmanskem dvoru, je naveden izdelovalec ploščic iz Tabrisa z desetimi pomočniki. Izdelovalec ploščic je bil verjetno eden izmed obrtnikov, ki so ga v Carigrad pripeljali po tem, ko je Selim I. leta 1514 začasno zasedel Tabriz. Delavnice ploščic so bile v soseski Tekfur Sarayı v bližini palače Porphyrogenitus. Menijo, da so bili obrtniki odgovorni za vse ploščice na cesarskih stavbah do gradnje Sulejmanove mošeje v 1550-ih. Večina ploščic je bila okrašena z barvnimi glazurami v tehniki cuerda seca (suha vrvica), v nekaj primerih pa so bile ploščice podglazirano pobarvane s kobaltno modro in turkizno barvo. Te ploščice so bile uporabljene na oblogah pročelja paviljona Svete manšete (sultanovi uradi) v palači Topkapı in znotraj mavzoleja Çoban Mustafa paše (um. 1529) v Gebzeju. Najbolj presenetljivi primeri so pet izjemno velikih pravokotnih ploščic, dolžine 1,25 m, ki so del pročelja sobe za obrezovanje (Sünnet Odası) palače Topkapı. Čeprav stavba izvira iz leta 1641, naj bi ploščice izvirale iz starejše zgradbe na istem mestu, ki je bila postavljena v letih 1527–1528. Te velike ploščice so okrašene z zelo dovršenimi okrasi, kar kaže na tesno sodelovanje dvornih oblikovalcev .
Čeprav še ni nobenih ohranjenih zapisov, ki bi podrobno opisovali rezultate cesarskih delavnic, je verjetno, da so lončarji, ki so izdelovali modro-bele ploščice, poslikane z modro-belo barvo, izdelali tudi druge predmete za dvor. Umetnostni zgodovinar Gülru Necipoğlu je predlagal, da bi bilo treba cesarski delavnici pripisati nenavadno pozlačeno mošejsko svetilko in dekorativno kroglico, ki prihaja iz mošeje Yavuz Selim. [20] Svetilka in kroglica imata podglazirane napise v kobaltno modri barvi, sama džamija pa je okrašena le s ploščicami cuerda seca . Število proizvajalcev ploščic, zaposlenih v cesarskih delavnicah, se je tako zmanjšalo, da so do leta 1566 ostale samo tri. Z gradnjo Sulejmanove mošeje je Iznik postal glavno središče za izdelavo podglaziranih ploščic. 

## Modro-bela posoda (1480–1520)
V zadnjih desetletjih 15. stoletja so lončarji v Izniku začeli izdelovati modro-belo keramiko z vzorci, na katere je očitno vplival osmanski dvor v Carigradu. Ni ohranjenih pisnih dokumentov, ki bi vsebovali podrobnosti o tem, kako je do tega prišlo. Najstarejša posebna omemba Izniške keramike je v računih za cesarske kuhinje palače Tokapi za obdobje 1489–1490, kjer je evidentiran nakup 97 posod. [40] Najstarejši podatki so modro-bele ploščice, ki krasijo mavzolej (türbe) Şehzade Mahmuda v Bursi, enega od sinov Bajezida II., ki je umrl leta 1506–1507.
Izraz 'keramika Abraham iz Kütahya' se je uporabljal za vso zgodnjo modro-belo keramiko iz Iznika, saj je vrč iz leta 1510 edina dokumentirana posoda. Umetnostni zgodovinar Julian Raby je trdil, da je izraz zavajajoč, ker je vedno netipičen in je namesto tega predlagal izraz 'posoda Baba Nakkaş' po imenu vodilnega oblikovalca, ki je priložen cesarskemu dvoru. Verjamejo, da so najstarejši predmeti iz Iznika, datirani verjetno okoli leta 1480, skupina posod, pobarvanih s temno kobaltno modro barvo, v kateri je velik del okrasja v beli barvi na modrem ozadju. Posode imajo ločena območja osmanske arabeske in kitajskih cvetličnih modelov. Kombinacija teh dveh slogov se imenuje Rumi-Hatayi, kjer Rumi označuje osmanske arabeske, Hatayi pa kitajsko navdihnjene cvetne vzorce. [44] Številni natančno naslikani arabeskni motivi tega zgodnjega obdobja naj bi vplivali na osmanske kovinske izdelke.
Čeprav sta na uporabo kobaltove modre barve na belem ozadju in obliko velikih posod očitno vplivala kitajski porcelan iz dinastij Juan in Ming, zgodnje izniške posode še zdaleč niso bile neposredne kopije kitajskih modelov. V nekaterih delih, kot je sprednji del velikega vrča z listnatim platiščem v muzeju Çinili Koşk v Carigradu, so za dekoracijo uporabili le osmansko Rumi okrasje.
V prvih dveh desetletjih 16. stoletja je prišlo do postopnega premika v slogu z uvedbo svetlejše modre barve, večjo uporabo belega ozadja in večjo uporabo cvetnih motivov. [48] Iz tega obdobja so štiri mošejske svetilke iz mavzoleja sultana Bajezida II. v Carigradu, ki je bil zgrajen leta 1512–13. [49] Peta svetilka, ki je verjetno tudi iz mavzoleja, je zdaj v Britanskem muzeju. [50] [51] Te keramične svetilke so podobne kot steklene mameluške svetilke. Obstajala je tradicija obešanja keramičnih svetilk v mošejah, ki so segale vsaj iz 13. stoletja. Neprozorne svetilke bi bile popolnoma neuporabne za razsvetljavo in so namesto tega služile simbolni in dekorativni funkciji. [52] Svetilke iz mavzoleja Bajezida II. so okrašene s pasovi geometrijskih motivov in kufic napisi, okrog središča pa imajo zelo izrazit širok pas, ki vsebuje velike rozete in stilizirane cvetove lotosa. [49
- Posoda z zadržano dekoracijo na temni kobaltni podlagi, c. 1480
- Fragment ploščice, podobne tistim v mavzoleju Şehzade Mahmuda v Bursi, 1506–1507
- Mošejska svetilka, c. 1510
- Svečnik, c. 1525
- Globoka posoda brez okvirja, c. 1525–1530

## Pokroviteljstvo osmanskega dvora: Sulejman veličastni
Po osvajanju Konstantinopla leta 1453 so osmanski sultani začeli obsežen gradbeni program. V teh stavbah, zlasti tistih, ki so jih naročili Sulejman, njegova žena Hürrem (Roxelana) in njegov veliki vezir Rustem paša, so bile uporabljene večje količine ploščic. Mošeja Sultana Ahmeda (Modra mošeja) vsebuje 20.000 ploščic. Mošeja Rüstem-paše je bolj gosto obložena s ploščicami in v palači Topkapı so se veliko uporabljali ploščice. Zaradi tega povpraševanja so v proizvodnji v Izniku prevladovale ploščice.
Pod Sulejmanom Veličastnim (1520–66) se je povpraševanje po izniških izdelkih povečalo. Izdelani so bili vrči, viseče svetilke, skodelice, sklede in posode, ki so jih navdihnili kovinski izdelki in iluminirane knjige, pa tudi kitajska keramika. Številne velike posode so bile narejene z ohlapnejšimi okrasi, v katerih so bile ladje, živali, drevesa in rože. Zdi se, da je posoda narejena za prikaz, saj je imela večina preluknjano dno, da jih je bilo mogoče obesiti, opazili pa so tudi, da so se med uporabo opraskale . Oblikovanja iz 1520-ih vključujejo slog saz, v katerem je dolg, nazobčan saz (trstičje) list, dinamično razporejen, uravnotežen s statičnimi oblikami rozete. V drugi polovici 16. stoletja je bil uveden tudi bolj naravni slog quatre fleurs. Pri tem so uporabili repertoar stiliziranih tulipanov, nageljnov, vrtnic in hijacint. Spodbujal jo je Kara Memi (Kara Mehmed Çelebi), ki je bil do leta 1557/8 glavni umetnik dvora sultana Sulejmana. 

## Barva keramika (1560–1600)

### Izniške ploščice
Od sredine 16. stoletja so lončarji v Izniku začeli izdelovati barvne ploščice za okrasitev cesarskih zgradb, ki jih je zasnoval glavni arhitekt Mimar Sinan. Kako je bilo to organizirano, ni znano, toda Sinan kot arhitekt je bil skoraj zagotovo vpleten v usklajevanje zasnove ploščic z arhitekturo stavb.
Potrebne so bile velike količine ploščic. V 1550-ih in začetku 1560-ih so lončarji v Izniku izdelovali ploščice za Sulejmanovo mošejo, mavzolej sultanke Hurrem (Roxelana) (dokončan leta 1558), Veliko mošejo v Adani (okoli leta 1560), mošejo Rüstem paše v Konstantinoplu (dokončana okoli leta 1563) in mavzolej Sulejmana I. (dokončan leta 1567). Mavzoleja Sulejmana I. in njegove žene sta v Szlejmanovi mošeji v Carigradu.
V povezavi s tem prehodom na proizvodnjo ploščic so bile pomembne spremembe v estetiki. Uvedena je bila svetlo rdeča barva z uporabo pigmenta bolus, ki vsebuje železo, ki jo nanesemo kot namaz pod glazuro. Rdeča barva je postala skupna značilnost izniških ploščic in keramike. Prva stavba z rdečimi ploščicami je bila Sulejmanova mošeja. Dekoracija ploščic znotraj mošeje je omejena okoli mihraba na steni kible. Pravokotne ploščice, ki se ponavljajo, imajo šablonski cvetni vzorec na beli podlagi. Cvetovi so večinoma modri, obstajajo pa tudi turkizna, črna in rdeča. Zunaj džamije na severni fasadi znotraj dvorišča imajo okna pravokotne ploščice z lunetami z besedilom iz Korana. Bele črke so na temno modri podlagi napisane s tulut pisavo. Dekoracija na teh ploščicah vključuje tudi rdečo barvo.
Naslednji večji spomenik, ki ga je oblikoval Sinan, je bila mošeja Rustem paše, ki je bila dokončana leta 1563. Površine v notranjosti in fasada pod portikom na vhodu so razkošno okrašene s ploščicami. Uporabljenih je več kot 80 različnih modelov. Večina ploščic je v ploščah s ponavljajočim se vzorcem, kjer je vsaka ploščica enaka ostalim. Mošeja je prva z rdečimi tulipani in nageljni. Mihrab je okrašen s ploščicami, pobarvanimi s tanko rjavkasto rdečo barvo, na drugih delih mošeje pa so ploščice z debelim t rdečim reliefom. Vijolična se uporablja z rdečo barvo na ploščici, ki prikazuje cvetoče slive pod portikom levo od vhoda mošeje Rüstem paše. 
'Damaščanska posoda' je uporabljala žajbljevo zeleno - zeleno s sivkastim tonom. Ta barva je bila zmerno uporabljena na ploščicah mavzoleja Hurrem (1558), vendar na ploščicah Velike mošeje v Adani in na mavzoleju Rustem paše ni bila uporabljena nobena zelena. Z izjemo plošče nad zunanjimi vrati, ki je bila dodana pozneje, nobena od ploščic v mošeji Rustem paše ne vključuje zelene barve. Svetla smaragdno zelena je bila prvič predstavljena na portikovih ploščah Sulejmanovega mavzoleja v pogrebnem vrtu kompleksa Süleymaniye, ki je bil dokončan leta 1567. 
- Iznik ploščice v neoklasicistični knjižnici Enderûn v palači Topkapi
- Dve ploščici, c. 1560
- Ploščica z listi saz, tulipani in slivovimi cvetovi, tretja četrtina 16. stoletja
- Plošča, druga polovica 16. stoletja
- Popločana plošča z osrednjo mandorlo, c. 1580
- Detajl ploščice v mošeji Rüstem Pasha, c. 1563
- Stenska ploščica v mošeji Rustem paše, c. 1563

## Upad (1600–1700)
Proti koncu 16. stoletja je prišlo do izrazitega upada kakovosti lončarstva, izdelanega v Izniku. To je bilo povezano z izgubo pokroviteljstva s strani osmanskega dvora in z naložitvijo fiksnih cen v obdobju inflacije. Pomemben dejavnik je bil tudi to, da so se od sredine 16. stoletja v Turčijo uvažale vse večje količine kitajskega porcelana. Izniški obrtniki niso uspeli konkurirati uvozu visoke kakovosti in so namesto tega izdelovali lončenino z grobo poslikanimi rustikalnimi vzorci. Čeprav kitajski uvoz ni konkuriral lokalno proizvedenim ploščicam, je bilo novih cesarskih gradenj malo in zato malo povpraševanja. Tudi ko je dvor zahteval ploščice, na primer za mavzolej Ahmeda I., ki so ga zgradili med 1620 in 1623, so nizke cene privedle do padca življenjskega standarda lončarjev. Odzvali so se z iskanjem novih trgov zunaj osmanskega sistema cen. Ploščice so izvažali v Kairo, kjer so jih uporabili za okrasitev Aksunkurjeve mošeje, ki jo je v letih 1651–52 preuredil Ibrahim aga.  Ploščice so izvažali tudi v Grčijo, kjer je bil leta 1678 samostan Velike Lavre na Atosu okrašen z barvnimi ploščicami, vpisanimi z grškimi črkami. Kljub temu je prišlo do zmanjšanja količine proizvedenih lončarskih izdelkov in do sredine 17. stoletja je ostalo le nekaj peči. Zadnje datirane posode so s surovi grškimi napisi iz leta 1678.
- Posoda z ladjo, c. 1625–1650
- Posoda s pagodo in napisom v grščini, 1666
- Posoda konjem brez jezdeca, zgodnje 17. stoletje
- Posoda s saz listi in vzorcem, 17. stoletje

Lončarske posode, ki združujejo tradicionalni izniški dizajn s sodobno tematiko, zdaj izdelujejo za turistično trgovino v Kütahyi.